# Шатохин, Владимир Гаврилович
Владимир Гаврилович Шатохин — советский хозяйственный, государственный и политический деятель.

## Биография
Родился в 1925 году в Новосибирске. Член КПСС с  года.
С 1942 года — на хозяйственной, общественной и политической работе. В 1942—1985 гг. — токарь, мастер, начальник участка, заместитель секретаря парткома производственного объединения «Сибсельмаш», первый секретарь Кировского райкома КПСС города Новосибирска, первый секретарь Ленинского райкома КПСС города Новосибирска.
Делегат XXV съезда КПСС.
Жил в Новосибирске.